# مصطفى مختار بك
أمير اللواء مصطفى مختار بك (توفي 1838) هو أول وزير معارف مصري؛ إذ رأس ما سمي بديوان المدارس (أول وزارة للمعارف في مصر) الذي أنشأه محمد علي باشا سنة 1836 بعد اتساع نطاق المدارس التي أنشأها محمد علي.
كان مصطفى مختار واحدًا من الطلبة الذين أرسلهم محمد علي للدراسة في فرنسا في البعثة الأولى، وكان عضوًا في البعثة التي كان رفاعة الطهطاوي إمامًا لها، وكان متخصصًا في دراسة الفنون الحربية.